# James Arbuthnot
James Norwich Arbuthnot, född 4 augusti 1952, är en brittisk politiker inom konservativa partiet som var ledamot av brittiska underhuset 1987-2015. Han har representerade valkretsen Wanstead and Woodford 1987-1997 och Hampshire North-East 1997-2015.
Arbuthnot innehade ministerposter under både Margaret Thatchers och John Majors regeringar.
1 oktober 2015 blev han livstidspär, och därmed ledamot av Brittiska överhuset, med titeln Lord Arbuthnot of Edrom.